# الانقسام الصيني السوفيتي
الانقسام الصيني السوفيتي (1956-1966 م) هو كسر العلاقات السياسية بين جمهورية الصين الشعبية واتحاد الجمهوريات الاشتراكية السوفيتية، بسبب الاختلافات العقائدية التي نشأت عن تفسيراتهم المختلفة وتطبيقاتهم العملية الماركسية اللينينية، كما تأثرت بالجغرافيا السياسية لكل منها خلال الحرب الباردة (1945-1991). في أواخر الخمسينيات وأوائل الستينيات، أصبحت المناقشات الصينية السوفيتية حول تفسير الماركسية الأرثوذكسية نزاعات محددة حول سياسات الاتحاد السوفييتي في نزع الستالينية والتعايش السلمي الدولي مع العالم الغربي، والتي شجبها ماو على أنها مراجعة ماركسية. وإزاء تلك الخلفية الإيديولوجية، اتخذت الصين موقفا عدائيا تجاه الغرب، ورفضت علنا سياسة الاتحاد السوفييتي للتعايش السلمي بين الكتلة الشرقية والكتلة الغربية. بالإضافة إلى ذلك، استاءت الصين من الروابط السوفيتية الأوثق مع الهند، وكانت موسكو تخشى أن يكون ماو غير مبال للغاية بشأن أهوال الحرب النووية.
في عام 1956، شجب نيكيتا خروتشوف ستالين والستالينية في الخطاب حول عبادة الشخصية وعواقبها (25 فبراير 1956) وبدأ في إزالة الستالينية من اتحاد الجمهوريات الاشتراكية السوفياتية. لقد روع ماو والقيادة الصينية عندما اختلفت جمهورية الصين الشعبية والاتحاد السوفييتي تدريجياً في تفسيراتهما وتطبيقاتهما للماركسية. بحلول عام 1961، أثارت خلافاتهم الأيديولوجية المستعصية التنديد الرسمي لجمهورية الصين الشعبية بالشيوعية السوفيتية على أنها عمل «تعديل للخونة» في اتحاد الجمهوريات الاشتراكية السوفياتية. بالنسبة لبلدان الكتلة الشرقية، كان الانقسام الصيني السوفياتي مسألة من سيقود الثورة من أجل الشيوعية العالمية، وإلى من تلجأ الأطراف الطليعية في العالم للحصول على المشورة السياسية، والمساعدة المالية، والمساعدة العسكرية: إلى الصين أو لروسيا؟  في هذا السياق، تنافس الاتحاد السوفييتي ولجنة المقاومة الشعبية على قيادة الشيوعية العالمية من خلال الأحزاب الطليعية الأصلية في البلدان التي تقع في مناطق نفوذها.
بين العالم الغربي، والانقسام الصيني - السوفيتي تحولت الحرب الباردة ثنائية الأقطاب إلى حرب باردة ثلاثية الأقطاب، وهو حدث جيوسياسي هام مثل تشييد جدار برلين (1961)، ونزع فتيل لل أزمة الصواريخ الكوبية (1962)، ونهاية حرب فيتنام (1955-1975)، لأن التنافس سهّل تحقيق ماو للتقارب الصيني الأمريكي مع زيارة نيكسون للصين عام 1972. علاوة على ذلك، فإن حدوث الانقسام الصيني السوفياتي أبطل أيضًا مفهوم الشيوعية المتجانسة، التصور الغربي بأن الدول الشيوعية كانت مجتمعة ومتحدة في الجغرافيا السياسية ما بعد الحرب العالمية الثانية، خاصة خلال فترة 1947-1950 في حرب فيتنام، عندما تدخلت الولايات المتحدة في حرب الهند الصينية الأولى (1946-1954). تاريخيا، شهل الانقسام الصيني  –  السوفيتي الماركسية اللينينية السياسة الواقعية التي أنشئ من خلالها ماو الجغرافيا السياسية ثلاثية الأقطاب (جمهورية الصين الشعبية-الولايات المتحدة-الاتحاد السوفيتي) في وقت متأخر من فترة الحرب الباردة (1956-1991)، فضلا عن الجغرافيا السياسية رباعية القطبية (جمهورية الصين الشعبية-المملكة المتحدة-الولايات المتحدة-اتحاد الجمهوريات الاشتراكية السوفيتية) حتى أزمة السويس عام 1956.

## الأصول

### حلفاء مترددون
خلال الحرب العالمية الثانية، وضع الحزب الشيوعي الصيني وحزب الكومينتانغ القومي حربهما الأهلية جانبًا لطرد إمبراطورية اليابان من الصين. لتحقيق هذه الغاية، أمر الزعيم السوفياتي يوسف ستالين ماو تسي تونغ، زعيم الحزب الشيوعي الصيني، بالتعاون مع القائد العام شيانج كاي شيك، وهو زعيم حزب الكومينتانغ، في محاربة اليابانيين. عقب استسلام اليابان، استأنف الطرفان حربهما الأهلية وانتصر الشيوعيون في 1949.
حين انتهت الحرب، نصح ستالين ماو بعدم الاستيلاء على السلطة السياسية، والتعاون مع شيانج في المقابل، وسبب ذلك معاهدة الصداقة والتحالف بين الاتحاد السوفياتي وحزب الكومينتانغ في 1945. التزم ماو بطلب ستالين في إطار التضامن الشيوعي. مع ذلك، بعد ثلاثة أشهر من استسلام اليابان، عندما عارض شيانج ضم تانو أورينشاي (منغوليا) إلى الاتحاد السوفياتي في نوفمبر 1945، خرق ستالين المعاهدة التي تقتضي انسحاب الجيش الأحمر من منشوريا (والتي أعطت ماو سيطرة إقليمية) وأمر الجنرال روديون مالينوفسكي بإعطاء الشيوعيين الصينيين ما تبقى من الأسلحة اليابانية.
في السنوات الخمس التي تلت الحرب العالمية الثانية، مولت الولايات المتحدة جزئيًّا شيانج وحزبه السياسي القومي وكذلك الجيش الوطني الثوري. مارست واشنطن ضغوطًا شديدة على شيانج لتشكيل حكومة مشتركة مع الشيوعيين. أمضى المبعوث الأمريكي جورج مارشال 13 شهرًا في الصين محاولًا دون جدوى التوسط من أجل السلام. خلال السنوات الثلاث الأخيرة من الحرب الأهلية الصينية، هزم الحزب الشيوعي الصيني حزب الكومينتانغ وطرده من البر الرئيسي للصين. انسحب حزب الكومينتانغ إلى تايوان في ديسمبر 1949 نتيجة لذلك.

### الثورة الشيوعية الصينية
بصفته منظّرًا ثوريًا للشيوعية يسعى لتحقيق دولة اشتراكية في الصين، طور ماو وكيّف الأيديولوجية الحضرية للماركسية الأرثوذكسية لتصبح قابلة للتطبيق العملي ضمن الظروف الزراعية للشعب الصيني والصين ما قبل الثورة الصناعية. رسخ تصيين ماو للماركسية اللينينية، المعروف أيضًا بفكر ماو تسي تونغ، البراغماتية السياسية باعتبارها أولوية قصوى لتحقيق التحديث المتسارع للدولة والشعب؛ وأيديولوجية أرثوذكسية بصفتها أولوية ثانوية لأن الماركسية الأرثوذكسية نشأت للتطبيق العملي ضمن الظروف الاقتصادية الاجتماعية لأوروبا الغربية الصناعية في القرن التاسع عشر.
خلال الحرب الأهلية الصينية في 1947، أرسل ماو الصحفية الأمريكية آنا لويز سترونج إلى الغرب، حاملة وثائق سياسية توضح مستقبل الصين الاشتراكي، وطلب منها أن «تعرضها على قادة الأحزاب في الولايات المتحدة وأوروبا»، كي يفهموا الثورة الشيوعية الصينية بشكل أفضل، ولكن «ليس من الضروري أخذها [الوثائق] إلى موسكو».
وثق ماو بسترونج بسبب تقاريرها الإيجابية عنه، باعتباره منظّرًا، في مقال «فكر ماو تسي تونغ»، وعن الثورة الشيوعية للحزب الشيوعي الصيني، في كتاب نشر عام 1948 بعنوان الفجر يأتي كالرعد من الصين: تقرير عميق عن المناطق المحررة في الصين، والذي أفاد بأن الإنجاز الفكراني لماو كان «تغييرًا للماركسية من [شكل] أوروبي إلى شكل آسيوي... بطرق كان لا يمكن لماركس أو لينين أن يحلما بها».

### معاهدة الصداقة الصينية السوفيتية
في 1950، صان ماو وستالين المصالح القومية للصين والاتحاد السوفيتي بمعاهدة الصداقة والتحالف والمساعدة المتبادلة. حسنت المعاهدة العلاقة الجيوسياسية بين البلدين على المستويات السياسية والعسكرية والاقتصادية. شمل سخاء ستالين تجاه ماو قرضًا بقيمة 300 مليون دولار؛ ليكون مساعدة عسكرية، في حال هاجمت اليابان جمهورية الصين الشعبية؛ ونقل السكك الحديدية الصينية الشرقية في منشوريا وبورت آرثر وداليان إلى السيطرة الصينية. في المقابل، اعترفت جمهورية الصين الشعبية باستقلال الجمهورية الشعبية المنغولية.
على الرغم من الشروط المواتية، أدخلت معاهدة الصداقة الاشتراكية جمهورية الصين الشعبية إلى نطاق الهيمنة الجيوسياسية للاتحاد السوفيتي، ولكن بخلاف حكومات الدول التابعة للاتحاد السوفيتي في أوروبا الشرقية، لم يسيطر الاتحاد السوفيتي على حكومة ماو. خلال ست سنوات، ألغت الاختلافات الكبيرة بين التفسيرات والتطبيقات السوفيتية والصينية للماركسية اللينينية معاهدة الصداقة الصينية السوفيتية.

## ما بعد ماو

### الانتقال إلىالبراغماتية

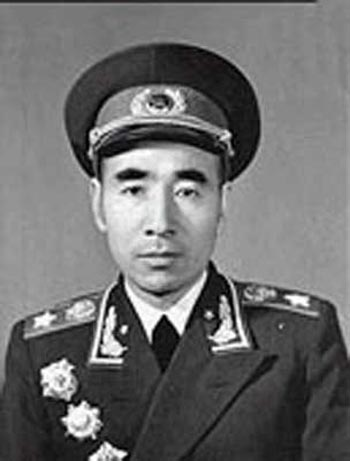
قلل القضاء على المارشال لين بياو في عام 1971 من الضرر السياسي الناجم عن ثورة ماو الثقافية (1966-1976) ويسر انتقال جمهورية الصين الشعبية إلى السياسة الواقعية للحرب الباردة ثلاثية الأقطاب.

في عام 1971، انتهت المرحلة الراديكالية سياسياً للثورة الثقافية (1966-1976) بفشل المشروع 571 (الانقلاب لخلع ماو) ووفاة المتآمر المارشال لين بياو (المسؤول التنفيذي لماو)، الذين تواطأ مع عصابة الأربعة - جيانغ تشينغ (زوجة ماو الأخيرة)، وتشانج تشونكياو، وياو وينيوان، ووانغ هونغ وين - لتولي قيادة جمهورية الصين الشعبية. بصفتهم راديكاليين سياسيين رجعيين، جادلت عصابة الأربعة في التراجع إلى العقيدة الأيديولوجية الستالينية على حساب التنمية الاقتصادية الداخلية، ولكن سرعان ما تم قمعها بواسطة المخابرات السرية في جمهورية الصين الشعبية.
أدت إعادة الهدوء المحلي الصيني إلى إنهاء المواجهة المسلحة مع اتحاد الجمهوريات الاشتراكية السوفياتية، لكنها لم تحسن العلاقات الدبلوماسية، لأنه في عام 1973، كانت حاميات الجيش السوفياتي على الحدود الروسية الصينية مرتين في عام 1969. دفع التهديد العسكري المستمر من اتحاد الجمهوريات الاشتراكية السوفياتية لشجب «جمهورية الصين الشعبية» للإمبريالية الاجتماعية السوفيتية، من خلال اتهام الاتحاد السوفياتي بأنه عدو للثورة العالمية. [بحاجة لمصدر] سوف تتحسن العلاقات الصينية السوفيتية ببطء وبشكل تدريجي خلال الثمانينيات.
في أواخر عام 1977، في المؤتمر الوطني الحادي عشر للحزب الشيوعي الصيني (12-18 أغسطس 1977)، تم تعيين دنغ شياو بينغ الذي الذي أعيد تأهيله سياسياً لإدارة برامج التحديث الداخلي. تجنب الهجمات على ماو تسي تونغ، بدأ الاعتدال السياسي لدنغ تحقيق الإصلاح الاقتصادي الصيني، من خلال الانتكاسات المنهجية لسياسات ماو غير الفعالة، والانتقال من الاقتصاد المخطط إلى اقتصاد السوق الاشتراكي. في الثمانينيات، اتبعت جمهورية الصين الشعبية سياسات الواقعية السياسية، مثل «البحث عن الحقيقة من الحقائق» و«الطريق الصيني إلى الاشتراكية»، التي سحبت جمهورية الصين الشعبية من التجريدات عالية المستوى من الأيديولوجية، والسجال، والمراجعة الماركسية لاتحاد الجمهوريات الاشتراكية السوفياتية، مما قلل من الأهمية السياسية للانقسام الصيني السوفياتي.